# 風 (コブクロの曲)
『風』（かぜ）は、コブクロ4枚目のシングル。2002年2月14日発売。発売元はワーナーミュージック・ジャパン。

## 解説
- 前作『YOU／miss you』以来、約3ヶ月ぶりのシングル。発売1年間での売上数は7万枚ほどであったが、その後もロングヒットを続け4年間で12万枚を超える売り上げとなった。
- PV監督は鶴岡雅浩。

## 収録曲
全曲作詞・作曲：小渕健太郎、編曲:笹路正徳
1. 風
  - 昔の恋人のことを想う歌。テレビ朝日系ドラマ『一生忘れない物語』では、この曲を元に脚本が書かれた「そこにいた風」（菅野美穂主演）が放送された。その後の2006年のベストアルバム『ALL SINGLES BEST』発売時に出演したミュージックステーションではこの曲が歌われた。さらに、『第57回NHK紅白歌合戦』では、この曲がギター一本で披露された。フジテレビ系『ウチくる!?』テーマ曲。
2. そしてまた恋をする
3. 風 (Instrumental)
4. そしてまた恋をする (Instrumental)

## 収録アルバム
- grapefruits(#1)
- ALL SINGLES BEST(#1)
- ALL TIME BEST 1998-2018(#1)
- Seasons Selection〜Spring〜 (#1)
- ALL SEASONS BEST (#1)

※「そしてまた恋をする」はアルバム未収録

## ライブ映像・音源作品
| 曲名               | 発売年 | 規格        | 作品名                                                                      | 収録日         |
| ------------------ | ------ | ----------- | --------------------------------------------------------------------------- | -------------- |
| 風                 | 2004年 | DVD         | コブクロ LIVE! GO! LIFE!                                                    | 2003年12月30日 |
| 風                 | 2007年 | DVD/Blu-ray | KOBUKURO LIVE TOUR '06 "Way Back to Tomorrow"FINAL                          | 2006年12月3日  |
| 風                 | 2008年 | DVD         | KOBUKURO FAN FESTA 2008〜10 YEARS SPECIAL!!!!                               | 2008年9月6日   |
| 風                 | 2012年 | CD          | ALL SINGLES BEST 2 (初回限定盤B)                                            | 2006年12月3日  |
| 風                 | 2014年 | DVD/Blu-ray | KOBUKUROAD                                                                  | 2013年12月23日 |
| 風                 | 2014年 | DVD/Blu-ray | KOBUKURO LIVE TOUR 2014 "陽だまりの道" FINAL at 京セラドーム大阪            | 2014年7月20日  |
| 風                 | 2016年 | DVD         | TIMELESS WORLD (初回限定盤DVD)                                              | 2015年11月14日 |
| 風                 | 2019年 | DVD/Blu-ray | KOBUKURO WELCOME TO THE STREET 2018 ONE TIMES ONE FINAL at 京セラドーム大阪 | 2018年7月22日  |
| そしてまた恋をする | 2018年 | DVD/Blu-ray | KOBUKUROAD4                                                                 | 2018年3月17日  |

## カバー
- 台湾の歌手品冠がカバー。
- 丸本莉子がアルバム『COVER SONGS』（2018年2月28日）にてカバー。